# 天津近代工业博物馆

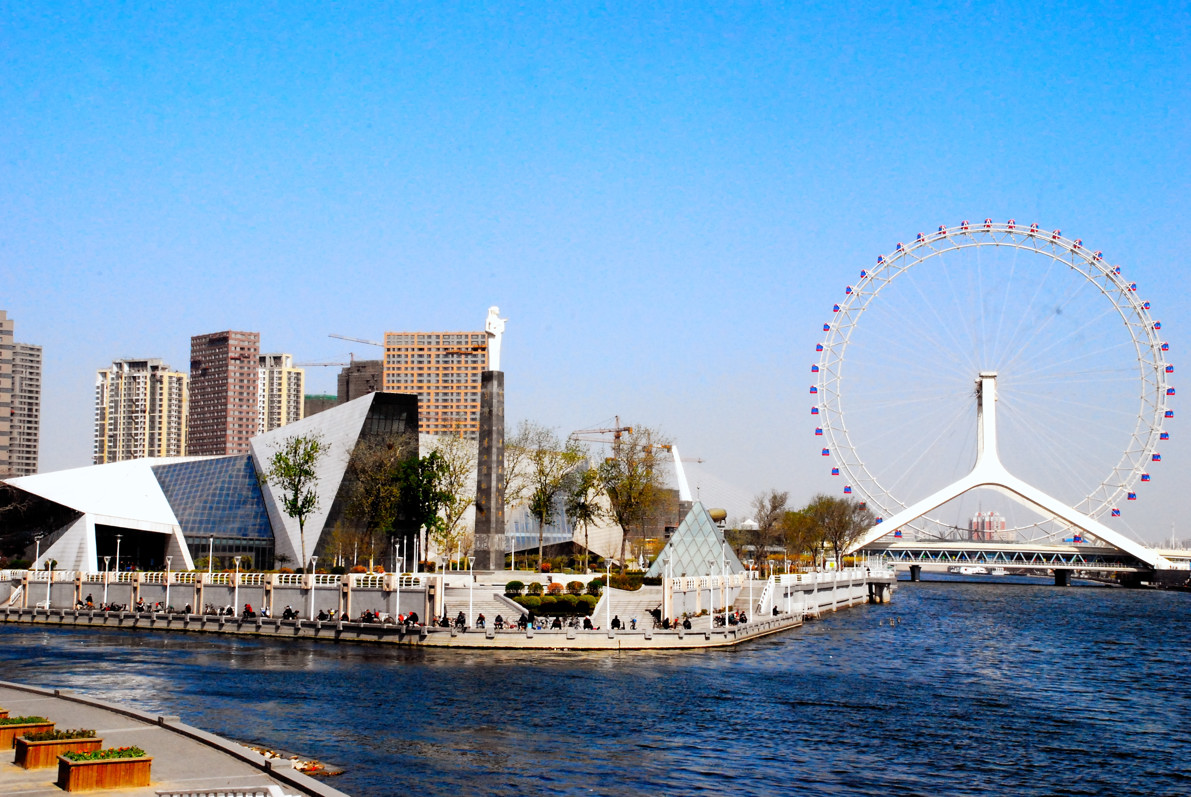
天津近代工业博物馆和天津之眼摩天轮

天津近代工业博物馆是一座位于中国天津市红桥区的博物馆。

## 历史
该博物馆兴建于2008年，坐落在海河三岔河口引滦入津纪念碑处。落成10年仍未开放，2019年建筑改作天津市少年宫使用。